# Apocalypse Mania
Apocalypse Mania est une série de bande dessinée française oscillant entre anticipation et science-fiction réalisée par le scénariste Laurent-Frédéric Bollée et le dessinateur-coloriste Philippe Aymond, éditée par Dargaud dont le premier tome est sorti en mars 2001.

## Description

### Résumé
Apocalypse Mania relate, au fil des albums, une grande histoire fantastique dont le héros principal est Jacob Kandahar. Il est un véritable génie, et cela dans un grand nombre de domaines; ses capacités cognitives sont quasiment surnaturelles. Dans l'intrigue, il est considéré comme l'homme le plus intelligent du monde.
Son but est de sauver la Terre d'une terrible menace qui provient de l'apparition de mystérieux rayons lumineux frappant le globe en quatre localisations. L'histoire se déroule entre les années 2009 et 2022, avec une brève incursion au XVIIIe siècle.

### Personnages
Jacob KandaharUn héros bien paradoxal. A priori, il a tout pour lui : la jeunesse (il est né le 14 février 1982), la beauté et surtout les facultés intellectuelles. Il est « l'homme le plus intelligent du monde », tel que les autres le voient (Bollée a avoué s'être inspiré du personnage d'Ozymandias dans Watchmen de Alan Moore et Dave Gibbons) et tel qu'Albert Einstein, par exemple, avait pu être considéré en son temps. Mais ce redoutable don, qui le fait briller dans tous les domaines scientifiques, culturels et linguistiques (il est champion du monde d'échec, sait parler 32 langues et est l'auteur de nombre de théorèmes mathématiques) se retourne le plus souvent contre lui. Naviguant perpétuellement dans des sphères inaccessibles au commun des mortels, Jacob Kandahar se retrouve constamment en décalage avec ses contemporains. D'où une impression de morgue, d'orgueil mal placé et d'antipathie naturelle. "Ce qui est sûr, c'est que j'ai pris un malin plaisir à noircir le tableau de Jacob, persuadé qu'un bon personnage ne pouvait pas être parfait. J'ai cherché constamment à sonder les failles de Jacob, à imaginer comment quelqu'un de son niveau pouvait vivre le fait d'être, quoi qu'il fasse, supérieur aux autres... C'est donc forcément un anti-héros, mais je n'ai jamais dit qu'il devait être un héros : il est juste le personnage principal. Et au-delà de tout, il faut savoir qu'il est surtout très malheureux, car totalement incapable de s'adapter aux autres..." explique Bollée.
Ardell ClaytonIl est le secrétaire particulier de Jacob Kandahar, et parfois son souffre-douleur. D'humeur plutôt jovial, il est mêlé au mystère des rayons bien malgré lui et en subit un prix élevé : il devient paraplégique à la fin du T2. Il n'en sera guéri que trois albums plus tard. Malgré ce handicap, il vit une histoire d'amour avec le personnage féminin principal, Hannah Osternik. Il n'apparaît pas dans le T6.
Hannah OsternikJeune journaliste au Courrier Européen, elle fait la connaissance de Kandahar à Paris en 2003, avant de recroiser par hasard sa route six ans plus tard lorsque les rayons lumineux apparaissent sur Terre. Contrairement à ce qu'on aurait pu penser, elle ne tombe pas dans les bras de l'homme le plus intelligent du monde, mais bien dans ceux d'Ardell Clayton, pourtant cloué dans un fauteuil roulant. Dans le T5, elle subit une apparente modification de sa personnalité... Elle n'apparaît pas dans le tome 6.
Leonhard EulerPersonnage historique authentique, il est le protagoniste principal du sixième tome, Les Lois du Hasard. Mathématicien de génie du XVIIIe siècle, il est un peu le Kandahar de son temps... Les deux se rencontrent d'ailleurs dans la dernière partie de l'album. Est-il malgré tout le « vrai » Euler, toute la question est là...
Steve KoperCapitaine dans l'armée américaine, il est choisi par son état-major pour être le premier à passer sous le rayon américain, à bord d'un hélicoptère. Il ne revient pas de cette mission, et semble errer dans le cosmos, sauvé d'une mort certaine par une condition médicale à problème (drogue ? SIDA ?). Il croise ensuite la route d'une créature maléfique qui prend possession de son corps...
Colonel MondayMystérieux colonel responsable d'une immense base secrète sous Londres. Il meurt à la fin du T3, après avoir donné des signes inquiétants de défaillance mentale.
GuruComme son nom l'indique, il est le gourou d'une secte de fanatiques La Croix divine qui essaie dans le T4 de détourner la course du rayon de Turquie pour se transfuser ensuite un sang « régénéré »... Il meurt vaincu par son ambition démoniaque...
Autres personnagesÀ noter l'apparition récurrente de la Secrétaire Générale de l'ONU, qui est donc une femme dans la série. On apprend son nom au dos du sixième tome : Adriana Marie Julia (nom également de la fille de Bollée !). Le Général Smith intervient également régulièrement, notamment pour coordonner les expériences de passages dans les rayons. Aymond lui a fait la tête de l'acteur James Coburn.

## Publications en français
Cycle 1 : le cycle des lumières
- 1 Couleurs spectrales, Dargaud, mars 2001
Scénario : Laurent-Frédéric Bollée - Dessin et couleurs : Philippe Aymond[1]
- 2 Experiment IV, Dargaud, octobre 2001
Scénario : Laurent-Frédéric Bollée - Dessin et couleurs : Philippe Aymond
- 3 Global Undergound, mai 2002, Dargaud
Scénario : Laurent-Frédéric Bollée - Dessin et couleurs : Philippe Aymond
- 4 Trance Fusion, Dargaud, mars 2003
Scénario : Laurent-Frédéric Bollée - Dessin et couleurs : Philippe Aymond
- 5 Cosmose, Dargaud, février 2004
Scénario : Laurent-Frédéric Bollée - Dessin et couleurs : Philippe Aymond

NoteIl existe un coffret regroupant les cinq tomes ainsi qu'une Intégrale Cycle 1, avec trois planches inédites et cahier bonus.
Cycle 2 : le cycle des épreuves
- 1 Les Lois du Hasard, Dargaud, avril 2006
Scénario : Laurent-Frédéric Bollée - Dessin et couleurs : Philippe Aymond
- 2 Manik Shamanik, Dargaud, avril 2009
Scénario : Laurent-Frédéric Bollée - Dessin : Philippe Aymond - Couleurs : Guillaume Nicolle
- 3 Arena, Dargaud, mai 2010
Scénario : Laurent-Frédéric Bollée - Dessin : Philippe Aymond